# Associação de Estudantes do ISEL
A Associação de Estudantes do ISEL (AEISEL), é a associação responsável por representar os alunos do ISEL, e nesse âmbito tem como missão defender o supremo interesse dos mais de 4 mil estudantes do Instituto Superior de Engenharia de Lisboa. 
Com sede no Pavilhão do Estudante no Campus do ISEL, onde as instalações além da sede contam com uma loja própria da associação, um centro de cópia e papelaria (Copisel), um bar (Bar do Estudante), e 5 salas de estudo, 24 horas abertas.

## História
A Associação de Estudantes do Instituto Superior de Engenharia de Lisboa (AEISEL) fundada a 7 de dezembro de 1984, é uma a associação sem fins lucrativos, que tem como principal missão representar os estudantes do ISEL, defendendo os seus interesses; e cooperar com outras organizações nacionais ou estrangeiras, com o objetivo defender o ensino superior e o superior interesse dos estudantes.
A AEISEL tem na sua génese, o histórico dos movimentos estudantis que vigoraram no instituto desde que este foi fundado, em 1852, com o nome de Instituto Industrial de Lisboa (IIL). No entanto, só no início dos anos 30 é que surgiu o primeiro movimento associativo organizado do nosso instituto, a Associação de Estudantes do Instituto Industrial de Lisboa (AEIIL). Apesar de ter surgido enquanto AEIIL, a Associação de Estudantes do Instituto Industrial de Lisboa acabou por ter de se tornar, em termos oficiais, uma associação desportiva, de modo a poder manter a sua atividade durante o período do estado novo. Foi então que surgiu a ADAIIL, a Associação Desportiva dos Alunos do Instituto Industrial de Lisboa. Sem descorar do seu percurso desportivo, a ADAIIL mostrou-se sempre muito mais do que uma associação desportiva, mantendo também uma forte presença no movimento associativo estudantil de Lisboa, e na luta contra o regime - motivos que levaram a associação a ser alvo de várias investigações por parte da PIDE.
Após a Revolução de Abril de 1974, o Instituto Industrial de Lisboa adotou o nome de Instituto Superior de Engenharia de Lisboa. Neste seguimento, a ADAIIL foi extinta, dando origem à AEISEL (que iniciou desde então a sua atividade, embora só viesse a ser oficialmente fundada em 1984). 
Durante os seus 36 anos de atividade oficial enquanto associação, a AEISEL foi cofundadora da Associação Académica de Lisboa (AAL) em 1985, da Federação Nacional de Associações de Estudantes do Ensino Superior Politécnico (FNAEESP) em 1989, e da Federação Académica do Instituto Politécnico de Lisboa (FAIPL) em 2013, associações nas quais continua, ainda hoje, a ser parte integrante. A AEISEL é também membro da Federação Académica do Desporto Universitário (FADU) e da Associação Desportiva Ensino Superior de Lisboa (ADESL), competindo todos os anos nos campeonatos de desporto académico de diversas modalidades. 
Atualmente, a AEISEL representa diariamente os mais de 4 mil alunos do Instituto Superior de Lisboa, e mantém também uma forte presença no associativismo regional e nacional através das federações associativas das quais é associada.

## Missão
Atuando em várias frentes, estando a AEISEL organizada internamente em cinco departamentos (Comunicação, Relações Externas, Política Educativa, Recreativo e Cultural, e Desportiva).
Departamento da Comunicação, garante uma boa comunicação entre a comunidade académica dentro e fora do instituto, de modo a manter os nossos alunos informados relativamente a tudo o acontece na comunidade académica dentro e fora do ISEL.
Departamento das Relações Externas procura o contacto com entidades que proporcionem benefícios diretos ou indiretos para os nossos alunos, como por exemplo feiras de emprego, workshops, e vários outros tipos de parcerias. 
Departamento de Política Educativa, com o intuito de reivindicar os direitos dos alunos e de lutar pelas causas sociais. Este departamento tem também o objetivo de manter uma boa articulação com os restantes órgãos do ISEL na qual os alunos estão representados (Delegados de Curso, Conselho Pedagógico, Conselho de Representantes).
Departamento Recreativo e Cultural, tem como objetivo a organização de eventos de natureza recreativa, ou pedagógica/cultural, que possam contar com a participação dos nossos estudantes, organizando as tradicionais festividades, Welcome ISEL, Festa da Loira, Gala de Natal, Festa do Porco, entre outros.
Departamento Desportivo, a AEISEL tem também uma componente desportiva bastante forte, estando neste momento a lutar pelos campeonatos universitários em 4 modalidades: futsal masculino, basquetebol masculino, futebol 11 masculino e voleibol feminino. Além da representação em provas coletivas, mantemos ainda um conjunto de vitórias registadas em desportos de prática individual. 

## Presidentes
| Nº  | Nome                                    | Período                          |
| --- | --------------------------------------- | -------------------------------- |
| 1   | Elísio Pinto da Silva                   | 1984 a 1985                      |
| 2   | João Paulo                              | 1985 a 1986                      |
| 3   | Elísio Pinto da Silva                   | 1986 a 1987                      |
| 4   | Luís Leandro                            | 1987 a 1988                      |
| 5   | João Blanco                             | 1988 a 1989 Interino 1989 a 1990 |
| ... | ...                                     | ...                              |
| ?   | Jorge Manuel tavares Nunes Correia      | 1993 a 1995                      |
| ?   | José Manuel Drago de Jesus Simão        | 1995 a 1996                      |
| ?   | Rui Miguel Patrício Alves Antas Godinho | 1996 a 1997                      |
| ?   | Hélder Manuel Gomes Francisco           | 1997 a 1997                      |
| ?   | João Óscar marques de Almeida Nunes     | 1997 a 1998                      |
| ?   | Nuno Filipe Penetra Carolo              | 1999 a 2001                      |
| ?   | Alexandra Maria Martins Mendes          | 2001 a 2003                      |
| ?   | António Manuel Abel Martins Roberto     | 2003 a 2004                      |
| ?   | Carlos Alberto Sousa Alves              | 2004 a 2005                      |
| ?   | João Curado Silverinha                  | 2005 a 2006                      |
| ?   | Décio Manuel Lourenço Santos            | 2006 a 2007                      |
| ?   | João Curado Silveirinha                 | 2007 a 2008                      |
| ?   | Frederico da Cruz Lemos e Sousa Saraiva | 2009 a 2012                      |
| ?   | Fábio Manuel Martins de Almeida         | 2012 a 2013                      |
| ?   | Hugo Campos de Carvalho                 | 2013 a 2014                      |
| ?   | Ricardo Pristas Brites                  | 2014 a 2016                      |
| ?   | Bernardo Matias Barbosa                 | 2016 a 2018                      |
| ?   | Rúben Miguel Silva                      | 2018 a 2019                      |
| ?   | João Filipe Diogo da Graça              | 2019 - 2022                      |
| ?   | Rafael Ferreira Simões                  | 2022 - 2023                      |
| ?   | Susana César de Campos                  | 2023 - 2025                      |
| ?   | Tomás Colaço de Carvalho Moscatel       | Presente                         |

## Pavilhão do Estudante
O Pavilhão do Estudante situado no Campus do ISEL, onde faz se encontra: 
- Sede da AEISEL
- Loja da AEISEL
- Bar do Estudante

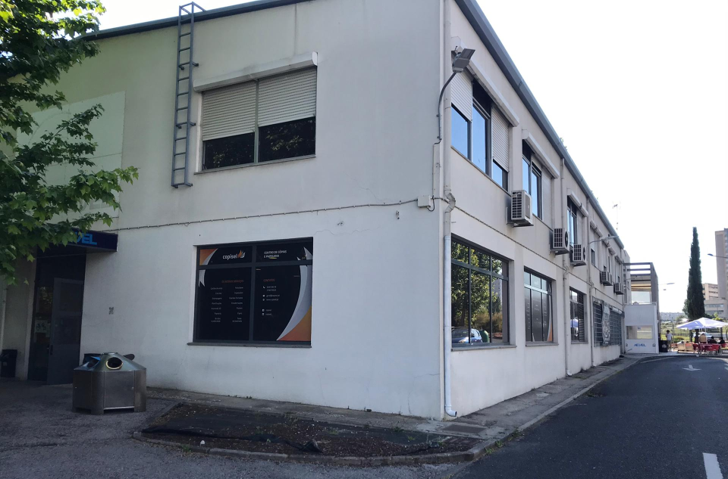
Pavilhão do Estudante

- Centro de Cópias e Papelaria | Copisel
- Salas de Estudo (abertas 24 horas por dia)